# Fifty Shades of Grey – Gefährliche Liebe
Fifty Shades of Grey – Gefährliche Liebe (Originaltitel: Fifty Shades Darker) ist ein US-amerikanischer Erotikfilm des Regisseurs James Foley aus dem Jahr 2017. Der Film ist der Nachfolger von Fifty Shades of Grey (2015). Das Drehbuch basiert auf dem zweiten Teil der Shades-of-Grey-Bücherreihe von E. L. James.

## Handlung
Anastasia Steele ist inzwischen keine Studentin mehr, sondern arbeitet als Lektorin in Seattle. Nachdem Christian Grey ihr nach ihrer Trennung vorgeschlagen hat, sich noch ein einziges Mal zu treffen, beginnt die Beziehung der beiden erneut. Christian akzeptiert jedoch diesmal, dass er keine Regeln mehr vorgibt, an die sie sich zu halten hat. Mit der Zeit erfährt Ana mehr über seine Vergangenheit. Als dann zwei seiner Ex-Partnerinnen auftauchen, beginnt Ana zu verstehen, dass sie nicht die erste ist, die versucht, Christian zu einem anderen Menschen zu machen.

## Produktion
Das Drehbuch wurde von Niall Leonard verfasst, der mit E. L. James, der Autorin der Bücherreihe, verheiratet ist.
Der Film wurde ab Februar 2016 back-to-back mit dem dritten Teil der Reihe gedreht, der am 8. Februar 2018 erschienen ist. Drehorte waren Vancouver, wo einige Szenen in den North Shore Studios aufgezeichnet wurden, und Paris.

## Synchronisation
Die deutschsprachige Synchronisation übernahm die Interopa Film in Berlin. Dialogbuch und -regie stammen von Antonia Ganz.
| Darsteller        | Rolle                | Synchronsprecher |
| ----------------- | -------------------- | ---------------- |
| Dakota Johnson    | Anastasia Steele     | Rubina Nath      |
| Jamie Dornan      | Christian Grey       | Johannes Raspe   |
| Kim Basinger      | Elena Lincoln        | Traudel Haas     |
| Luke Grimes       | Elliot Grey          | Jesco Wirthgen   |
| Eloise Mumford    | Katherine Kavanagh   | Ranja Bonalana   |
| Marcia Gay Harden | Grace Trevelyan Grey | Andrea Aust      |
| Tyler Hoechlin    | Boyce Fox            | Christopher Kohn |
| Eric Johnson      | Jack Hyde            | Sascha Rotermund |
| Rita Ora          | Mia Grey             | Anja Stadlober   |
| Victor Rasuk      | José Rodriguez       | Nico Sablik      |
| Bella Heathcote   | Leila Williams       | Leonie Dubuc     |

## Soundtrack
Das Lied zum Film ist I Don’t Wanna Live Forever von Zayn und Taylor Swift, das am 9. Dezember 2016 veröffentlicht wurde.
Titelliste
1. Zayn & Taylor Swift – I Don’t Wanna Live Forever
2. Halsey – Not Afraid Anymore
3. JRY – Pray (feat. Rooty)
4. Tove Lo – Lies In the Dark
5. Toulouse – No Running From Me
6. John Legend – One Woman Man
7. The-Dream – Code Blue
8. Nick Jonas & Nicki Minaj – Bom Bidi Bom
9. Sia – Helium
10. Kygo – Cruise (feat. Andrew Jackson)
11. Corinne Bailey Rae – The Scientist
12. José James – They Can’t Take That Away from Me
13. JP Cooper – Birthday
14. The Avener – I Need A Good One (feat. Mark Asari)
15. Joseph Angel – Empty Pack of Cigarettes
16. Anderson East – What Would It Take
17. Frances – What Is Love?
18. Danny Elfman – On His Knees
19. Danny Elfman – Making It Real

| ChartsChartplatzierungen       | Höchstplatzierung | Wochen |
| ------------------------------ | ----------------- | ------ |
| Deutschland (GfK)              | 3 (18 Wo.)        | 18     |
| Österreich (Ö3)                | 1 (18 Wo.)        | 18     |
| Schweiz (IFPI)                 | 3 (10 Wo.)        | 10     |
| Vereinigte Staaten (Billboard) | 1 (29 Wo.)        | 29     |
| Vereinigtes Königreich (OCC)   | 2 (… Wo.)         | …      |

| Land/Region               | Auszeichnungen für Musikverkäufe (Land/Region, Auszeichnung, Verkäufe) | Verkäufe |
| ------------------------- | ---------------------------------------------------------------------- | -------- |
| Dänemark (IFPI)           | Platin                                                                 | 20.000   |
| Deutschland (BVMI)        | Gold                                                                   | 100.000  |
| Frankreich (SNEP)         | Platin                                                                 | 100.000  |
| Neuseeland (RMNZ)         | Platin                                                                 | 15.000   |
| Österreich (IFPI)         | Gold                                                                   | 7.500    |
| Polen (ZPAV)              | Gold                                                                   | 10.000   |
| Singapur (RIAS)           | Gold                                                                   | 5.000    |
| Vereinigte Staaten (RIAA) | Gold                                                                   | 500.000  |
| Insgesamt                 | 5× Gold · 3× Platin ·                                                  | 757.500  |

## Trivia
Dakota Johnson zitiert in einer Szene einen Dialog, den ihre Mutter Melanie Griffith in dem Spielfilm Die Waffen der Frauen (Originaltitel: Working Girl) 1988 mit ihrer neuen Assistentin führt, nachdem sie befördert worden war. („…Ich erwarte nicht, dass Du mir einen Kaffee holst, es sei denn, Du holst Dir selbst einen….“)
Die US-amerikanische R-Rated Kinofassung des Films ist 13 Minuten und 40 Sekunden kürzer als die Unrated-Fassung. Beide sind auf DVD erschienen.

## Fortsetzung
Der dritte und letzte Teil der Filmtrilogie mit dem Titel Fifty Shades of Grey – Befreite Lust wurde zusammen mit dem zweiten Teil gedreht und kam am 8. Februar 2018 in die Kinos.